# Mistrzostwa Unii Europejskiej w Boksie 2004
Mistrzostwa Unii Europejskiej w Boksie 2004 – 2. Mistrzostwa Unii Europejskiej w boksie, które odbyły się w Madrycie w dniach 20-27 czerwca 2004.

## Medaliści
| Kat. wagowa |                    |                    |                                       |
| ----------- | ------------------ | ------------------ | ------------------------------------- |
| – 48 kg     | Salim Salimow      | Łukasz Maszczyk    | Vladislavas Sokolovas Rédouane Asloum |
| – 51 kg     | Alfonso Pinto      | Jérôme Thomas      | Rudolf Dydi Aleksander Władimirow     |
| – 54 kg     | Detelin Dalakliew  | Zsolt Bedák        | Ali Hallab Bogdan Dobrescu            |
| – 57 kg     | Aleksiej Szajdulin | Viorel Simion      | Krzysztof Szot Khedafi Djelkhir       |
| – 60 kg     | Domenico Valentino | Selçuk Aydın       | Marios Kaperonis David Mulholland     |
| – 64 kg     | Boris Georgijew    | José Gutierrez     | Abdulkadir Kuruoğlu Tibor Dudás       |
| – 69 kg     | Bülent Ulusoy      | Vilmos Balogh      | Neil Perkins Ștefan Dragomir          |
| – 75 kg     | Marian Simion      | Andy Lee           | Robert Gniot Georgios Gazis           |
| – 81 kg     | Yıldırım Tarhan    | Aleksy Kuziemski   | Constantin Bejenaru Tony Jeffries     |
| – 91 kg     | Kubrat Pulew       | Vitalijus Subačius | Sergio Castaño Dieter Roth            |
| + 91 kg     | Roberto Cammarelle | Mariusz Wach       | Mohamed Samoudi Siergiej Rożnow       |